# BSD Daemon
 (juillet 2021).

Le BSD Daemon, appelé Beastie, est un dessin de John Lasseter. Beastie est la mascotte de BSD.

Le BSD Daemon est la mascotte des systèmes de la famille BSD : FreeBSD et NetBSD. OpenBSD a, lui, sa propre mascotte, Puffy.
Il représente, comme son nom l'indique, un diablotin, de couleur rouge, portant des baskets et une petite fourche. Il ne porte pas de nom particulier, mais est parfois appelé « Beastie », déformation de la prononciation anglaise du sigle « BSD » et jeu de mots sur le mot anglais beast (animal, bête, bestiole). Certains l'ont appelé "Chuck", mais ce n'était pas voulu par les auteurs

## Histoire
Les premières représentations du BSD Daemon sont l'œuvre de Marshall Kirk McKusick, mais les représentations les plus populaires sont dues à John Lasseter, réalisateur de films du studio Pixar, dont Toy Story. Chaque système a ensuite personnalisé l'image du daemon : ainsi, Tatsumi Hosokawa l'a dessiné pour FreeBSD, et Shawn Mueller pour NetBSD — le daemon d'OpenBSD a pour particularité de porter une auréole, mais il a depuis été remplacé par Puffy pour ce système d'exploitation. Le copyright des images du daemon est détenu depuis 1988 par Marshall Kirk McKusick.

## Signification
L'usage d'un diablotin pour représenter les systèmes BSD n'est pas une allusion au démon (Satan) des Juifs, chrétiens ou musulmans mais d'une référence aux daemons UNIX, des processus qui tournent en tâche de fond et sont chargés de divers processus d'administration. Ces daemons eux-mêmes sont une allusion au daimôn grec (δαίμων) : un génie, un esprit qui sert une personne sans être « bon » ou « mauvais », une sorte d'équivalent de l'ange gardien chez les chrétiens. Ainsi, Socrate parle de son « daimôn » comme d'une voix intérieure qui le guide (Platon, Apologie de Socrate 31d ou 40a–c). Le trident est une allusion au fork à l'origine d'un démon UNIX.
La mascotte de Darwin, variante de BSD et cœur de Mac OS X, Hexley, est un ornithorynque avec une fourche et un chapeau cornu, en référence au Démon de BSD.